# Nguyễn Minh Tâm
Nguyễn Minh Tâm (sinh ngày 19 tháng 3 năm 1972) là nữ Đại biểu Quốc hội nước Cộng hòa xã hội chủ nghĩa Việt Nam. Bà hiện là Tỉnh ủy viên, Phó Trưởng Đoàn Đại biểu Quốc hội chuyên trách tỉnh Quảng Bình, Ủy viên Ủy ban Tư pháp của Quốc hội, Đại biểu Quốc hội khóa XV từ Quảng Bình. Bà từng là Bí thư Đảng đoàn, Chủ tịch Hội Liên hiệp Phụ nữ tỉnh Quảng Bình, Ủy viên Ban Chấp hành Trung ương Hội Liên hiệp Phụ nữ Việt Nam.
Nguyễn Minh Tâm là đảng viên Đảng Cộng sản Việt Nam, học vị Thạc sĩ Luật, Cao cấp lý luận chính trị. Bà có hơn 25 năm công tác ở Sở Tư pháp, chuyển sang công tác phụ nữ rồi tham gia hoạt động Quốc hội, và đều từ Quảng Bình.

## Xuất thân và giáo dục
Nguyễn Minh Tâm sinh ngày 19 tháng 3 năm 1972 tại phường Đồng Sơn, thành phố Đồng Hới, tỉnh Quảng Bình, quê quán ở xã Phong Bình, huyện Phong Điền, tỉnh Thừa Thiên Huế. Bà lớn lên và tốt nghiệp phổ thông 12/12 ở Đồng Hới, học đại học và tốt nghiệp Cử nhân Luật, sau đó tiếp tục học cao học và nhận bằng Thạc sĩ Luật kinh tế. Bà được kết nạp Đảng Cộng sản Việt Nam vào ngày 8 tháng 8 năm 1997, trở thành đảng viên chính thức sau đó 1 năm, từng theo học các khóa chính trị ở Học viện Chính trị Quốc gia Hồ Chí Minh và tốt nghiệp Cao cấp lý luận chính trị. Nay bà thường trú ở phường Đồng Hải, thành phố Đồng Hới.

## Sự nghiệp
Tháng 6 năm 1992, Nguyễn Minh Tâm bắt đầu sự nghiệp ở vị trí nhân viên Phòng Công chứng số 1 tỉnh Quảng Bình, đồng thời tham gia công tác Đoàn Thanh niên Cộng sản Hồ Chí Minh, là Bí thư Liên Chi đoàn Công chứng – Ban Tổ chức chính quyền tỉnh Quảng Bình. Sang tháng 9 năm 1995, bà là Cán bộ nghiệp vụ Phòng Công chứng số 1 tỉnh Quảng Bình, đồng thời là Bí thư Chi đoàn Sở Tư pháp tỉnh Quảng Bình, Ủy viên Ban Chấp hành Đoàn Khối cơ quan Dân Chính Đảng tỉnh Quảng Bình. Từ tháng 7 năm 1999, bà là Công chứng viên Phòng Công chứng số 1, rồi thăng chức Phó Trưởng phòng phụ trách từ tháng 12 năm 2001 rồi Trưởng phòng năm 2002. Trong giai đoạn này, bà giữ thêm các vị trí Bí thư Chi bộ Phòng Công chứng, Đảng ủy viên Ban Chấp hành Đảng bộ Sở Tư pháp. Tháng 7 năm 2007, bà được điều chuyển sang làm Trưởng phòng Quản lý văn bản quy phạm pháp luật, tiếp tục điều chuyển làm Trưởng Phòng Kiểm tra, rà soát văn bản quy phạm pháp luật kiêm phụ trách Phòng Phổ biến giáo dục pháp luật từ tháng 4 năm 2010, và rồi là Chánh Văn phòng Sở Tư pháp từ tháng 4 năm 2013. Tháng 8 năm 2014, bà được bổ nhiệm làm Phó Giám đốc Sở Tư pháp, Phó Bí thư Đảng ủy Sở kiêm các vị trí gồm Bí thư Chi bộ Cơ quan Văn phòng Sở Tư pháp, Ủy viên Ban Chấp hành Hội Liên hiệp Phụ nữ tỉnh Quảng Bình, Chủ tịch Công đoàn Sở Tư pháp.
Tháng 11 năm 2019, Nguyễn Minh Tâm được bầu làm Ủy viên Ban Chấp hành Trung ương Hội Liên hiệp Phụ nữ Việt Nam, Ủy viên Ban Chấp hành Đảng bộ tỉnh, Bí thư Đảng đoàn, Chủ tịch Hội Liên hiệp Phụ nữ tỉnh Quảng Bình, rồi tái đắc cử Tỉnh ủy viên tại Đại hội Đảng bộ tỉnh lần thứ XVII, nhiệm kỳ 2020–2025. Sang năm 2021, bà được Ủy ban Mặt trận Tổ quốc Việt Nam tỉnh giới thiệu tham gia ứng cử đại biểu Quốc hội từ Quảng Bình, thuộc đơn vị bầu cử số 2 gồm thành phố Đồng Hới, huyện Lệ Thủy, Bố Trạch, rồi trúng cử Đại biểu Quốc hội khóa XV với tỷ lệ 83,03%. Ngày 23 tháng 7 năm 2021, bà được phê chuẩn làm Ủy viên Ủy ban Tư pháp của Quốc hội, Phó Trưởng Đoàn đại biểu Quốc hội chuyên trách tỉnh Quảng Bình.